# Blanckenberg

Wappen der Familie aus Johann Siebmachers Wappenbuch

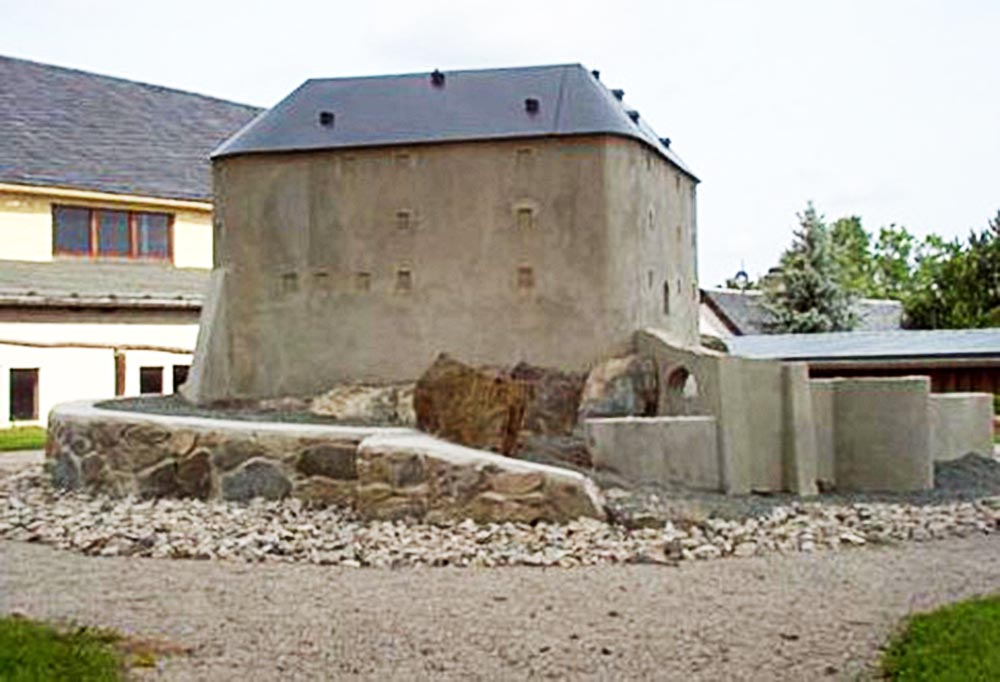
Modell des Blankenberger Schlosses

Die Familie von Blanckenberg (gelegentlich auch von Blankenberg) war ein thüringisch-fränkisches Adelsgeschlecht, welches heute ausgestorben ist.

## Ursprung
Der Ort Blankenberg ist heute ein Ortsteil der Gemeinde Rosenthal am Rennsteig im Saale-Orla-Kreis in Thüringen und war der Stammsitz des gleichnamigen Geschlechts, welches vermutlich aus dem Gefolge des Dienstmannengeschlechts von Haidstein, auf dem Haidstein bei Cham in der Oberpfalz, stammte. Die Schreibweise des Namens ist an den Ort gebunden, der im Laufe der Zeit Plankinperc, Plankemperc oder eben auch Blanckenberg geschrieben wurde.

## Wappen
Das Wappen derer von Blanckenberg zeigt in Silber  einen blauen und in Balkenbreitenabstand einen roten Schräglinksbalken. Der gekrönte Helm mit blau-silbernen zur rechten und rot-silbernen Helmdecke zur linken trägt einen offenen Flug in den Farben des Schildes.